# Окулярник танзанійський
Окулярник танзанійський (Zosterops winifredae) — вид горобцеподібних птахів родини окулярникових (Zosteropidae). Ендемік Танзанії.

## Таксономія
Танзанійський окулярник раніше вважався підвидом мінливобавного окулярника, однак за результатами молекулярно-генетичного дослідження 2014 року був визнаний окремим видом.

## Поширення і екологія
Танзанійські окулярники мешкають на півдні гір Паре в танзанійських регіонах Кіліманджаро і Танга. Вони живуть на узліссях і галявинах гірських тропічних лісів, а також на ерікових пустищах.

## Збереження
МСОП класифікує цей вид як вразливий. За оцінкою дослідників, популяція танзанійських окулярників складає менше ніж 10000 птахів. Їм загрожує знищення природного середовища.